# Universidade Zumbi dos Palmares
Faculdade Zumbi dos Palmares, mais conhecida como Unipalmares ou FAZP, é uma instituição brasileira de ensino superior com localização no bairro paulistano Ponte Pequena, sendo esse o seu único campus. Em 2012 contabilizava 1.600 alunos matriculados e 1.400 formados. Um dos objetivos da faculdade seria o de diminuir a desigualdade entre negros e brancos no ensino superior, uma vez que no Brasil apenas 13,3% dos alunos no ensino superior são negros, segundo dados do Censo da Educação Superior 2012.

## História
A Unipalmares foi inaugurada em 2003 e iniciou suas atividades em 2004. No logotipo da instituição aparece a imagem de Zumbi dos Palmares, herói assassinado brutalmente ao lutar pela liberdade.

## Cursos
A universidade oferece cursos de graduação em Publicidade e Propaganda, Pedagogia, Direito e Administração; cursos superiores de tecnologia em Transporte Terrestre, Gestão de Segurança Privada, Segurança da Informação e Gestão de Recursos Humanos; e pós-graduação em Africanidades e Cultura Afro-Brasileira, Especialização Direito Empresarial e Especialização Direito Público.

Em 2024 passou a oferecer, gratuitamente para a população negra, colégio técnico para jovens em parceria com o Senai e cursos para a terceira idade sobre tecnologia e uso das redes sociais.